# Postura (psicología)

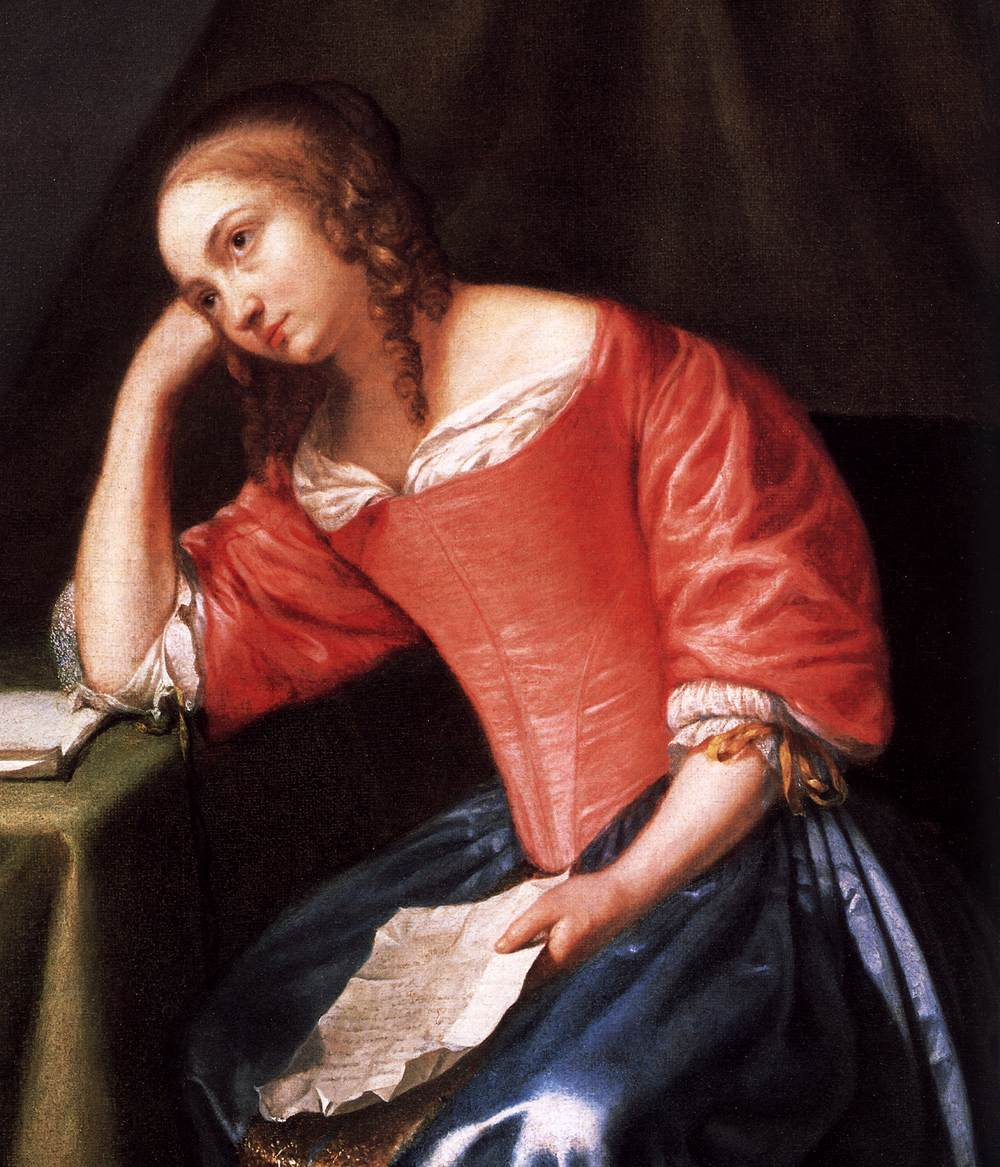
Jovencita sosteniendo una carta, pintura de Caspar Netscher, circa 1665. La postura del cuerpo y la expresión del rostro, dicen mucho sobre lo que una persona está sintiendo y pensando en un determinado momento.

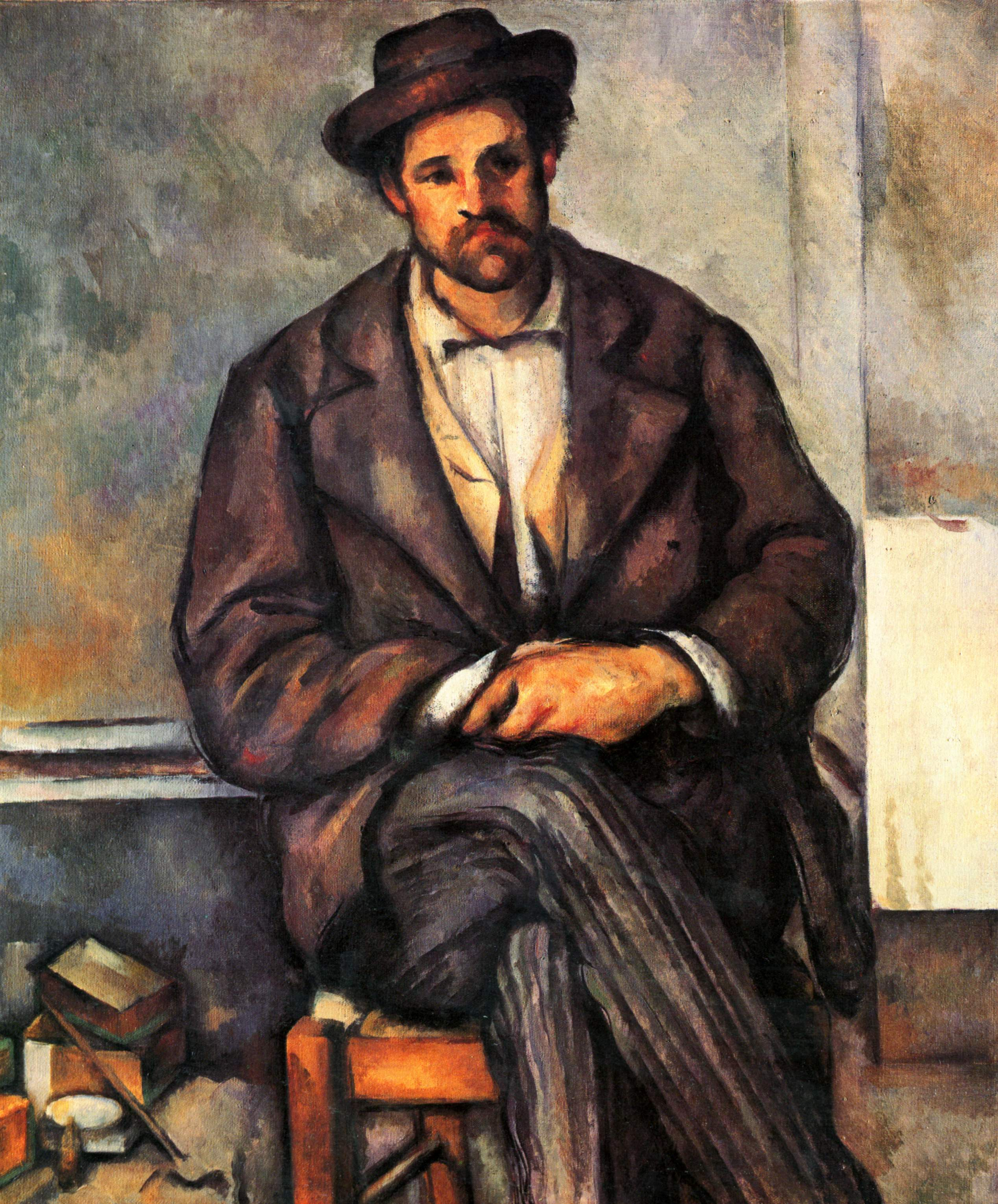
Pintura de Paul Cézanne donde se exhibe una postura cerrada y refractaria.

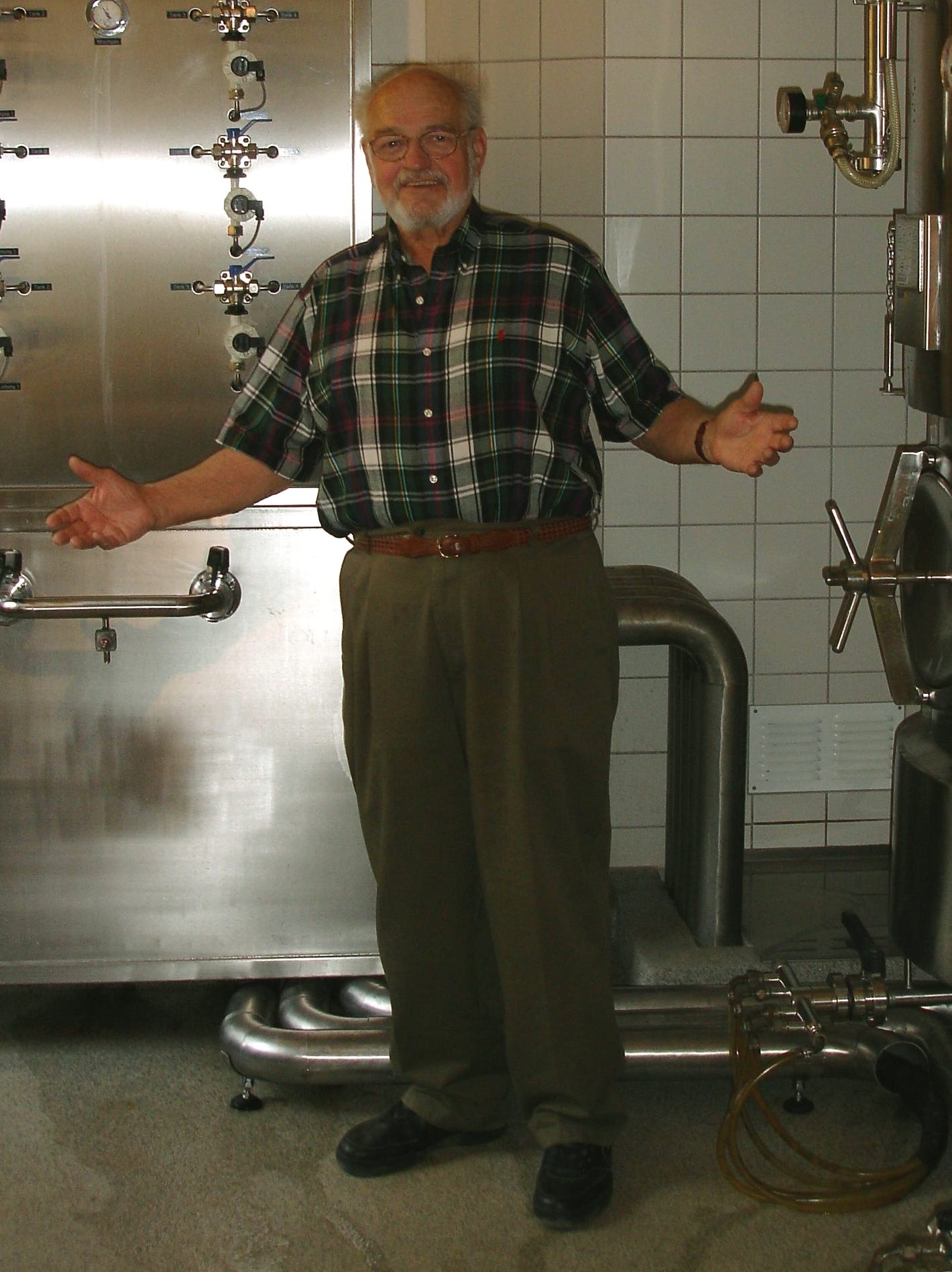
Foto del actor Richard Dysart donde se exhibe una postura abierta y sociable.

Postura personal o postura de valores (Werthaltungen) designa en psicología, a los lineamientos de la personalidad caracterizados por la tendencia que las personas siguen al juzgar determinados objetivos (e.g. libertad, igualdad, justicia, etc.) o disposiciones de acción (e.g. honestidad, lealtad, solidaridad, etc). Por ejemplo, las personas se diferencian en cuanto al valor que atribuyen a la honestidad, ya que algunas personas consideran a la misma importantísima, sin admitir excepciones, mientras que otras consideran justificada alguna "mentirijilla" de vez en cuando, y mientras que otras personas tienen un tipo de comportamiento subordinado a determinados valores (e.g. lealtad a la familia y a sus pares por encima de todo), sin incluir a la honestidad entre los más prioritarios. Estas diferentes posturas se presentan con características relativamente estables en un determinado individuo, aunque por cierto dependiendo del entorno donde dicho individuo se encuentra, diferenciamiento ese que también forma parte de su personalidad. Existe correlación entre los diferentes tipos de postura y las correspondientes disposiciones de comportamiento, o sea, personas que valoran las novedades (postura) tienen tendencia a ser curiosas (disposición de comportamiento), y por su parte, personas ansiosas (disposición de comportamiento) acostumbran a valorar la seguridad (postura), etc.
Temáticamente próximo al concepto de postura, que designa el juicio que alguien se hace de algo, se encuentra el concepto de valor, o sea la deseabilidad o indeseabilidad atribuida a alguna cosa. El término en alemán Werthaltungen aquí traducido como "postura", en inglés a veces es traducido como value (valor), generando así confusión entre el valor o importancia atribuido a un objeto, y la tendencia de un individuo a juzgar determinados objetivos y actos como más o menos deseables (aquí llamado "postura").

## Clasificación de valores y medición de la postura
Tradicionalmente se diferencian dos tipos de objetivos: los objetivos instrumentales que sirven de instrumentos para alcanzar una determinada meta intermedia o final, y los objetivos finales o metas. Puede observarse que esta división es un tanto relativa, ya que los diferentes objetivos que una persona busca, están generalmente organizados en forma jerárquica, de modo que un objetivo (e.g. amabilidad) al mismo tiempo puede ser instrumento para alcanzar otro objetivo (e.g. fraternidad, amistad profunda, compromiso recíproco), que a su vez puede ser instrumento para alcanzar otro objetivo (e.g. autocontrol personal).
Milton Rokeach propuso una lista de 18 valores instrumentales (descritos por un adjetivo) que conducen a 18 valores fundamentales (descritos por un substantivo),
- Un individuo procura ser [objetivo instrumental: (1) ambicioso, (2) tolerante, (3) capaz, (4) alegre, (5) limpio, (6) valiente, (7) indulgente, (8) servicial, caritativo, (9) honesto, (10) imaginativo, (11) independiente, (12) intelectual, (13) lógico, (14) afectuoso, (15) obediente, (16) educado, (17) responsable, (18) controlado;
- para alcanzar [objetivo final: (1) una vida confortable, (2) una vida excitante, (3) la sensación de obtener alguna cosa, (4) un mundo en paz, (5) un mundo bello, (6) igualdad, (7) seguridad familiar, (8) libertad, (9) felicidad, (10) armonía interior, (11) amor maduro, (12) seguridad en el país, (13) placer, (14) salvación (fe), (15) autorespeto, (16) reconocimiento social, (17) amistad verdadera, (18) sabiduría].

Estos valores forman parte del RVS (Rokeach Value Survey), una especie de test psicológico en el cual la persona debe colocar esos valores en el orden correspondiente a la importancia que los mismos tienen para el individuo en cuestión. Como puede observarse arriba en la lista, los objetivos finales pueden ser alcanzados de diferentes maneras, a través de diferentes objetivos instrumentales.
Además del RVS, también fue establecido el cuestionario SVI (Social Values Inventory), a efectos de medir la importancia relativa de diferentes valores para una persona, o sea, lo que hemos llamado "postura". Pero la postura de alguien, también puede ser registrada y comprendida, a través de técnicas de análisis de contenidos de discursos, declaraciones, libros, reflexiones, etc. de la persona en cuestión.

## La teoría de las posturas de Schwartz
Shalom H. Schwartz y Wolfgang Bilsky (1987,1990) aplicaron el RVS (Rokeach Value Survey) en siete culturas diferentes, y los resultados fueron proyectados en un plano bidimensional, generando así una especie de mapa en donde cada área cultural estaba representada por los valores estimados para cada postura. De esta forma, los autores identificaron un total de siete posturas, que se disponían en los "mapas" de cada cultura de forma casi idéntica. La única cultura entre las estudiadas, que con este procedimiento se diferenciaba de las otras, fue la china (Hongkong), tal vez porque en esa cultura, y de acuerdo con la filosofía confuciana, la conformidad con las normas sociales es vista como compatible con la naturaleza personal —lo que no era el caso en las otras culturas—. A través de esos y de otros resultados, Schwartz (1992) aumentó la cantidad de posturas pasando de siete a once, creó un nuevo y más amplio cuestionario, y realizó estudios en cuarenta grupos de personas correspondientes a 20 diferentes culturas. De las once posturas estudiadas, diez entre ellas se mostraron estables en todas las culturas, y solamente los valores de "espiritualidad" se presentaron heterogéneos. Las diez posturas (grupos de valores) utilizadas por Schwarz en este experimento fueron:
- Seguridad
- Poder
- Desempeño
- Hedonismo
- Estímulo
- Autodeterminación
- Universalismo
- Benevolencia
- Conformidad
- Tradición

A pesar que los valores finales representaban una estructura relativamente similar en las culturas estudiadas por Schwartz, los objetivos instrumentales no se mostraron tan homogéneos, de forma que esa división no pareció ser adecuada para el estudio de las posturas. Otro problema de la clasificación de Schwartz fue la arbitrariedad de los valores: en efecto, los valores del cuestionario de Schwartz fueron comprendidos de manera similar en las diferentes culturas, y a pesar de ello, eso no significó que dichos valores fueran los más importantes de esas culturas. Así, el modelo de Schwartz no representa el valor más importante para los alemanes, que es la salud. Y algo parecido podría pasar también en relación a otras culturas.

## El método lexicográfico en el estudio de las posturas
Otro enfoque para el estudio fue el uso del llamado método lexicográfico. Dicho método consiste en (1) buscar en el vocabulario de una lengua, todas las palabras referidas a un determinado constructo, (2) diferentes personas reciben la tarea de reunir las palabras en grupos de palabras que según ellas forman parte del mismo constructo, (3) finalmente, y a través de un método estadístico llamado análisis factorial, las estructuras de semejanza de todas las personas son resumidas en unos pocos factores (dimensiones).